# Транспортни слој
Транспортни слој (енгл. Transport Layer) четврти је слој ОСИ референтног модела. Задужен за сегментацију података са виших нивоа, односно за њихово поновно спајање. Затим за идентификацију, праћење и контролу комуникације између појединих апликација. Јединице информације на овом слоју је „сегмент“. Протоколи овог слоја сегменту додају заглавље са специфицираним параметрима који одређују основне функције које можемо класификовати на следећи начин:
- Праћење појединих конверзација
- Сегментација података са виших нивоа
- Поновно спајање сегмената са нижих нивоа
- Идентификација апликације
- Конторла тока конверзације у складу са потребним захтевима

## Протоколи
- TCP
- UDP
- ATP
- CUDP
- DCCP
- FCP
- NBF
- SCTP
- SPX
- SST